# Grote Orde van Samoa
De Grote Orde van Samoa is de door Z.H. Malietoa Tanumafili II, koning van Samoa, ingestelde Bijzondere Klasse van de Orde van Samoa. Dat een orde de Eerste Klasse van een andere orde komt ook elders voor; bijvoorbeeld in Japan waar de Orde van de Chrysanthemum de Eerste Klasse is van de Orde van de Rijzende Zon.
Deze orde is de Bijzondere Klasse van de eveneens in 1999 ingestelde Orde van Samoa en wordt door de koning gedragen. De koning is de Souverein van de drie Samoaanse ridderorden. Het verlenen van de orden gebeurt in zijn naam door het politiek verantwoordelijke kabinet.
Alleen de koning van Samoa draagt de versierselen van deze graad die dan ook als een ambtsinsigne beschouwd kan worden.